# Robert H. Grubbs
Robert Howard Grubbs (født 27. februar 1942, død 19. december 2021) var en amerikansk kemiker og Victor and Elizabeth Atkins Professor of Chemistry på California Institute of Technology i det sydlige Californien. I 2005 modtog han nobelprisen i kemi sammen med Richard R. Schrock og Yves Chauvin for sit arbejde med olefin metatese. Han er medgrundlægger af Materia, der er et firma, startet på universitetet, som fremstillet katalysatorer.
I 2003 modtog han Tetrahedron Prize.